# Rob Raco
Robert Joseph „Rob“ Raco (* 26. November 1989 in Windsor, Ontario) ist ein kanadischer Schauspieler und ein Model.

## Leben
Raco wurde am 26. November 1989 in Windsor als Sohn von Linda De Paoli und John Raco geboren. 2005 gründete er gemeinsam mit seinem Vater die Firma Essex County Drums in Windsor. Ab 2013 startete er seine Schauspielkarriere in Besetzungen in Kurzfilmen. 2014 hatte er sein Spielfilmdebüt in Beyond the Lights und wirkte in einer Episode der Fernsehserie My Crazy Love – Verrückt vor Liebe mit. Nach weiteren Besetzungen in verschiedenen Kurzfilmen, einer Nebenrolle in Ted 2 und einer Episodenrolle in Supernatural, war er ab 2017 bis einschließlich 2018 in zehn Episoden der Fernsehserie Riverdale in der Rolle des Joaquin DeSantos zu sehen. 2019 wirkte er im Musikvideo zum Lied Think About You der Interpreten Kygo und Valerie Broussard mit. Im selben Jahr spielte er die Rolle als Manager Derek im Weihnachtsfilm Die Weihnachtskönigin – (K)ein Like zum Fest.

## Filmografie (Auswahl)
- 2013: Second Chances (Kurzfilm)
- 2013: No Scratches (Kurzfilm)
- 2014: Beyond the Lights
- 2014: My Crazy Love – Verrückt vor Liebe (My Crazy Love, Fernsehserie, Episode 1x08)
- 2015: Throb (Kurzfilm)
- 2015: The Snow Men (Kurzfilm)
- 2015: Ted 2
- 2015: Occulta Metu (Kurzfilm)
- 2016: Drowning (Kurzfilm)
- 2016: Peaks & Valleys (Kurzfilm)
- 2016: Glass Doors (Kurzfilm)
- 2017: Wasted Bliss (Kurzfilm)
- 2017: Supernatural (Fernsehserie, Episode 13x01)
- 2017–2018: Riverdale (Fernsehserie, 10 Episoden)
- 2018: Archons
- 2019: Lethal Weapon (Fernsehserie, Episode 3x12)
- 2019: A Story (Kurzfilm)
- 2019: I Think You Should Leave with Tim Robinson (Fernsehserie, Episode 1x02)
- 2019: Die Weihnachtskönigin – (K)ein Like zum Fest (A Beauty & the Beast Christmas)
- 2021: Perpetual Motion
- 2023: The Breakfast Club Live!